# بروتين فلوري أخضر- الحمض النووي
يوثق مشروع  بروتين فلوري أخضر- الحمض النووي المتمم لتوطين البروتينات إلى الأجزاء التحت خلوية للخلية حقيقية النواة التي تستخدم الفحص المجهري الفلوري. وتستكمل البيانات التجريبية بتحليلات المعلوماتية الحيوية وتنشر على الإنترنت في قاعدة بيانات. تتيح وظيفة البحث العثور على بروتينات تحتوي على عناصر أو عناصر ذات أهمية خاصة. المشروع عبارة عن تعاون بين المجموعات البحثية راينر بيبروك في المختبر الأوروبي للبيولوجيا الجزيئية (EMBL) وستيفان ويمان في مركز أبحاث السرطان الألماني (DKFZ).

## ما أنواع التجارب التي يتم إجراؤها؟
تُوضع علامة على الحمض النووي الريبي منقوص الأكسجين المتمم (cDNA) للأطر القراءة المفتوحة (ORF) الجديدة المكتشفة ببروتين الفلوري الأخضر (GFP) ويُعبر عنها في الخلايا حقيقية النواة. بعد ذلك، تُسجل التوطين تحت الخلوي للبروتينات الانصهارية بواسطة المجهر الفلوري.

### الخطوات المتبعة:

#### 1. الاستنساخ على نطاق واسع
أي التلاعب على نطاق واسع من الأطر القراءة المفتوحة يتطلب تقنيات الاستنساخ التي تكون خالية من إنزيمات الاقتطاع. في هذا الصدد، ثبت أن تلك التي تستخدم استنساخ إعادة التركيب الجيني (إنفيتروجن جيتواي أو بي دي بيوسينس) لتكون أنسب. تعتمد تقنية الاستنساخ هذه على آليات إعادة التركيب التي تستخدمها العاثيات لدمج الحمض النووي في جينوم المضيف. إنه يسمح بتنقل الأطر القراءة المفتوحة بسرعة وبشكل مريح بين ناقلات مفيدة وظيفيا دون الحاجة إلى الاستنساخ التقليدي للقيد. في مشروع بروتين فلوري أخضر- الحمض النووي المتمم تُنقل الأطر القراءة المفتوحة إلى نواقل تعبير.بروتين نيون أصفر بالنسبة لتحليل الترجمة، تُنشئ كل من اندماج س ون الطرفية. وهذا يزيد من إمكانية التحقق من التوطين بشكل صحيح، لأن وجود بروتين فلوري اخضر قد يخفي إشارات استهداف قد تكون موجودة في أحد طرفي البروتين الأصلي.

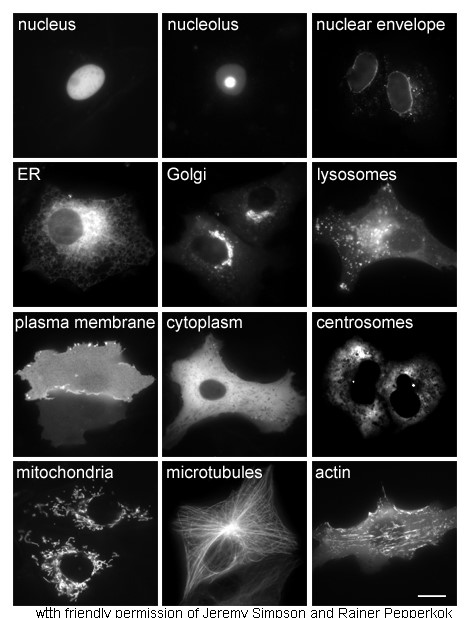
أمثلة على التعريبات التحت خلوية

الاندماجات الفلورية N-طرفية: أدخل الجين المراد دراسته في موقع الاستنساخ المتعدد (MCS) قبل جين البروتين الفلوري، وعبر عن الجين كاندماج مع الطرف N-الطرفي للبروتين الفلوري.
الاندماجات الفلورية C-طرفية: أدخل الجين المراد دراسته في موقع الاستنساخ المتعدد بعد جين البروتين الفلوري، وعبر عن الجين كاندماج مع الطرف C-الطرفي للبروتين الفلوري.

#### 2. نقل الخلايا حقيقية النواة، التعبير الجيني
تُنقل متجهات الاندماج في خلايا فيرو (الأرومة الليفية للكلى القرد). تُفحص الأطر القراءة المفتوحة مثيرة للاهتمام بشكل خاص للتوطين في الخلايا العصبية قرن آمون.

#### 3. توطين البروتين
في نقاط زمنية مختلفة، يُسجل التوطين التحت خلوي للبروتينات الاندماجية عن طريق الفحص المجهري الفلوري. في نهاية التصوير الخلوي الحي، يمكن أن تظل الخلايا ثابتة وتُجرى تجارب التوطين المشترك.

#### 4. التحليل المعلوماتي الحيوي
وكما هو معروف تسلسل الحمض النووي، يمكن للمعلوماتية الحيوية جعل التنبؤات بشأن توطين وظيفة البروتين المشفرة. تُسهل تحليل المعلوماتية الحيوية من قبل محرك البحث الحيوي المعلوماتي الحصادي.

#### 5. تعيين فئة توضع التحت خلوية

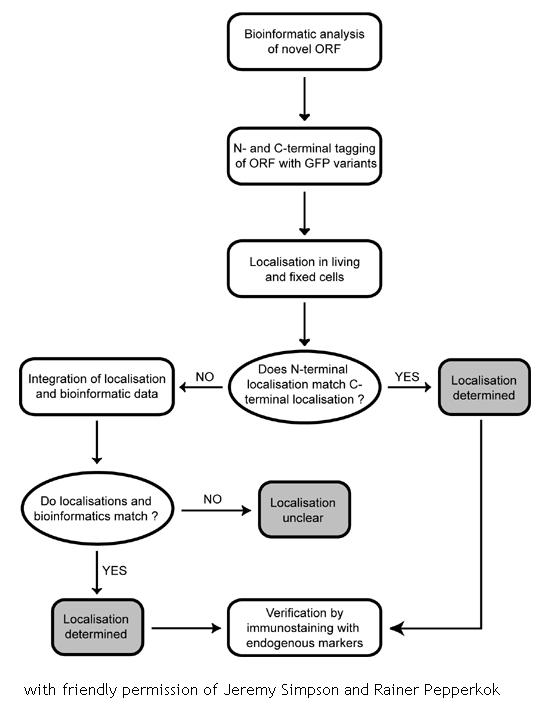
مخطط انسيابي: إستراتيجية لتخصيص توطين خالي من المواد

تُقييم النتائج من الاندماجات N-طرفية و C-طرفية، وتُقارن هذه البيانات بدورها إلى التنبؤات تطبيقات حيوية التوضع التحت خلوي النهائي (من حوالي 20 فئة) لكل الأطر القراءة المفتوحة المواقع المشابهة لكل من التركيبات  الطرفية درجة أعلى من الموثوقية للنتيجة. بالنسبة إلى الأطر القراءة المفتوحة لا تعطي فيها عمليتي الازدواج نمطا مماثلا، يُنظر في سلسلة من المعايير الأخرى، بما في ذلك التنبؤات المعلوماتية الحيوية. من حين لآخر، لا يمكن تخصيص توضع قطع واضح.

## ما البيانات التي تُنشر؟
كل ورقة بيانات تحتوي على صور فلورية لكل من الاندماجات N-طرفية و C-طرفية، والتوطين المحدد، والتوطينات الأخرى، والتعليقات، ومعرف في سويسبورت، يُوفر رابط إلى صفحة المعلوماتية الحيوية هارفيستر المناظرة.

## كيف تُستخدم قاعدة بيانات بروتين الفلوري الاخضر؟
يمكن الاطلاع على صور جميع البروتينات الموضعية وتحليلها المعلوماتي الحيوي من خلال أزرار «جدول النتائج» أو «نتائج الصور». بالإضافة إلى ذلك، تُستخدم نافذة البحث في موقع الدخول للعثور على البروتينات التي تحتوي على ميزات أو عناصر ذات أهمية خاصة بالنسبة للباحث والتي تُوطن في هذا المشروع.